# Brâncoveni
 (janvier 2024).
Si vous disposez d'ouvrages ou d'articles de référence ou si vous connaissez des sites web de qualité traitant du thème abordé ici, merci de compléter l'article en donnant les références utiles à sa vérifiabilité et en les liant à la section « Notes et références ».
Brâncoveni est une commune du județ d'Olt en Roumanie. Elle est composée de quatre villages : Brâncoveni, Mărgheni, Ociogi et Văleni. Il couvre une superficie de 39,7 km2.